# Paul Schilder
Paul Ferdinand Schilder (ur. 15 lutego 1886 w Wiedniu, zm. 18 grudnia 1940 w Nowym Jorku) – austriacko-amerykański lekarz neurolog, psychiatra i psychoanalityk. Opisał chorobę znaną dziś jako choroba Schildera. Uważany jest też za jednego z twórców idei terapii grupowej.
Prowadził badania neurologiczne – zarówno w zakresie neurofizjologii, jak i neuropatologii. Połączenie dorobku naukowego z filozofią doprowadziło do zaangażowania się w psychoanalizę. Chociaż sam nigdy nie poddał się analizie psychologicznej, należał do Wiedeńskiego Towarzystwa Psychoanalitycznego, założonego przez Zygmunta Freuda. 
W ramach działalności naukowej publikował własne pomysły, odchodzące od przyjętej doktryny psychoanalitycznej — ze szczególnym uwzględnieniem istnienia popędu śmierci. Przypisywane mu jest także zintegrowanie teorii psychoanalitycznej z psychiatrią oraz koncepcji obrazu ciała.

## Życie prywatne i praca naukowa
Paul Shilder urodził się w rodzinie żydowskiego kupca jedwabiu. Doktorat z medycyny zdobył w 1909 r. na Uniwersytecie Wiedeńskim. Doktorat z filozofii uzyskał w 1917 r. za pracę Poczucie własnej wartości i osobowość.
W latach 1912–1914 pracował jako asystent lekarza w klinice psychiatrycznej w Lipsku. W trakcie trwania I wojny światowej służył w różnych szpitalach. Po jej zakończeniu w 1918 r. objął stanowisko w klinice psychiatrycznej w Wiedniu. W 1920 r. zaczął pracę nad uzyskaniem tytułu profesora z neurologii i psychiatrii, który otrzymał w 1925 r.
W 1919 r. został członkiem Wiedeńskiego Towarzystwa Psychoanalitycznego, gdzie w 1929 r. objął stanowisko kierownicze w leczeniu pacjentów ambulatoryjnych z psychozami.
Shilder podczas pracy akademickiej spotykał się z wrogo nastawionymi pracownikami naukowymi. Ostatecznie w 1928 r. opuścił klinikę i wyjechał do Baltimore, gdzie otrzymał posadę jako gościnny wykładowca na Uniwersytecie Johnsa Hopkinsa.
W 1929 r. Shilder przeniósł się do Nowego Jorku, gdzie rozpoczął pracę akademicką, jako wykładowca na Uniwersytecie Nowojorskim. W tym samym roku otrzymał nominację na stanowisko dyrektora w szpitalu klinicznym Bellevue.
W trakcie pracy naukowej opublikował około 300 prac obejmujących różne tematy.
Wraz z drugą żoną Laurettą Bender prowadził terapię grupową dla dzieci z zaburzeniami psychotycznymi. W grudniu 1940 r. zginął w wypadku samochodowym. Wracał z wizyty w klinice u żony i ich nowo narodzonej córki.

## Wybrane prace
- Selbstbewusstsein und Persönlichkeitsbewusstsein. Monographien aus dem Gesamtgebiete der Neurologie und Psychiatrie Band 9; Berlin, Springer, 1914.
- Wahn und Erkenntnis. [w:] Monographien Neur. 15; Berlin, Springer, 1917.
- Über das Wesen der Hypnose. Berlin 1922.
- Seele und Leben. Monographien Neur. Band 35; Berlin, 1923.
- Das Körperschema. Springer, Berlin 1923.
- Medizinische Psychologie. Berlin 1924.
- Schilder, Kauders. Lehrbuch der Hypnose. Berlin 1926.
- Schilder, Pollak. Zur Lehre von den Sprachantrieben. Zeitschrift für die gesamte Neurologie und Psychiatrie, Berlin, 1926, 104: 480-502
- Die Lagereflexe des Menschen. z Hansem Hoffem. Springer, Wien 1927.
- Gedanken zur Naturphilosophie. Springer, Wiedeń 1928.
- Studien zur Psychologie und Symptomatologie der progressiven Paralyse. Berlin, 1930.
- Brain and personality. Washington 1931.
- The Image and the Appearance of the Human Body; Studies in Constructive Energies of the Psyche. Londyn 1935.